# Гірські сомики
Гірські сомики (Sisoridae) — родина риб надродини Sisoroidea ряду сомоподібних. Складається з 2 підродин, 18 родів, 3 триби та 235 видів. Інша назва «багарієві соми». Відомі з пліоцену.

## Опис
Загальна довжина представників цієї родини коливається від 10 см до 2 м. У більшості 4 пари вусиків, окрім сомів з роду Sisor, які наділені 2 парами на верхній та 5 парами на нижній щелепі. Тулуб кремезний, витягнутий. Шкіру вкрито дрібними горбиками. Спинний плавець невеликий, має коротку основу. Види родів Glyptothorax та Pseudecheneis мають грудні клейові апарати (прилипали) для кріплення до каміння або рослин біля дна. Канавки цього апарату проходять паралельно або з нахилом по відношенню до осі тулуба. Мають великий жировий плавець, що часто поєднується з хвостовим плавцем.

## Спосіб життя
Прісноводні соми, що населяють річкові системи, швидкі, гірські струмки й пороги. Активні переважно у присмерку та вночі. Дрібні види живляться безхребетними, великі — рибами.

## Розповсюдження
Поширені в Азії: від Туреччини та Сирії до південного Китаю та Великих Зондських островів (Індонезія), насамперед в річках Ганг та Меконг.

## Підродини, триби та роди
- Підродина Sisorinae
  - Рід Bagarius
  - Рід Gagata
  - Рід Gogangra
  - Рід Nangra
  - Рід Sisor
- Підродина Glyptosterninae
  - Триба Glyptothoracini
    - Рід Glyptothorax

  - Триба Glyptosternina
    - Рід Creteuchiloglanis
    - Рід Euchiloglanis
    - Рід Exostoma
    - Рід Glaridoglanis
    - Рід Glyptosternon
    - Рід Myersglanis
    - Рід Oreoglanis
    - Рід Parachiloglanis
    - Рід Pareuchiloglanis
    - Рід Pseudexostoma

  - Триба Pseudecheneidina
    - Рід Pseudecheneis

невизначене положення
- Рід Pseudolaguvia